# Повстання рабів під проводом Спартака
Повстання рабів під проводом Спартака (лат. Bellum Spartacium або лат. Tertium Bellum Servile, «Третя війна з рабами») — найбільше в давнину і третє за ліком (після першого і другого Сицилійських повстань) повстання рабів. Останнє повстання рабів у Римській республіці датується звичайно 74 (або 73) — 71 рр. до н. е. Повстання Спартака було єдиним повстанням рабів, яке несло пряму загрозу центральній  Італії. Остаточно придушене переважно завдяки військовим зусиллям полководця Марка Ліцинія Красса. У наступні роки воно продовжувало непрямо впливати на політику Риму. Очолив повстання Спартак.
Між 73 і 71 роками до н. е. група рабів-утікачів — спочатку невелика, приблизно з 78 швидких гладіаторів — переросла в співтовариство з більш ніж 120 тис. чоловіків, жінок і дітей, що безкарно переміщалися по Італії під керівництвом кількох лідерів, у тому числі знаменитого гладіатора Спартака. Боєздатні дорослі чоловіки з цієї групи становили надзвичайно  ефективний озброєний загін, який неодноразово демонстрував, що може протистояти римській військової могутності як у вигляді місцевих патрулів і міліції, так і у вигляді підготовлених римських легіонів під консульським командуванням. Плутарх описував дії рабів як спробу втекти від своїх господарів і піти через Галлію, у той час як Аппіан і Флор зображували повстання як громадянську війну, у якій раби вели кампанію із захоплення самого Риму.
Зростаюча тривога Римського сенату з приводу продовження військових успіхів армії Спартака, а також грабежі в римських містах і сільській місцевості в кінцевому підсумку призвели до того, що республіка пустила в хід армію з восьми легіонів під жорстким, але ефективним керівництвом Марка Ліцинія Красса. Війна закінчилася в 71 році до н. е., коли армія Спартака, відступаючи після довгих і кровопролитних боїв перед легіонами Красса,  Помпея і  Лукулла, була повністю знищена, надавши при цьому запеклий опір.
Третє повстання рабів мало важливе значення для подальшої історії Стародавнього Риму, переважно в його вплив на кар'єру Помпея і Красса. Два воєначальники використовували успіхи в придушенні повстання у своїй подальшій політичній кар'єрі, вживаючи суспільне визнання і загрозу своїх легіонів з метою вплинути на консульські вибори 70 року до н. е. на свою користь. Їх дії великою мірою сприяли підриву римських політичних інститутів і в кінцевому підсумку перетворення Римської республіки в Римську імперію.

## Історіографія
Повстання Спартака спочатку було сприйнято з презирством і вважалося звичайним проявом невдоволення рабів і гладіаторів. Античні автори сприймали повстання насамперед як порушення громадського порядку. Всі джерела повстання лунають із одного боку — вільних громадян Риму. Немає жодного документа, написаного рабом або колишнім рабом, тому їх точка зору невідома.
Найважливіші джерела з повстання Спартака — Саллюстій, Плутарх і Аппіан. Гай Саллюстій написав в 40-х роках I ст. до н. е. історію Риму з 78 року до н. е. (заколот  Лепід) до 67 року до н. е. У цій праці описувалося повстання Спартака, але, на жаль, він зберігся тільки у фрагментах. Якби він дійшов до нас повністю, він став би одним з найцінніших джерел з цієї теми.
Відомий давньогрецький біограф Плутарх в життєписі Красса написав про повстання Спартака. Цей життєпис входить в його збірку «Порівняльні життєписи», в якій він описує і порівнює біографії знаменитих грецьких і римських діячів. Ця збірка є дуже корисним джерелом для римської і грецької історії, оскільки у ній зібрано багато деталей і різних традицій. Однак Плутарх не надто критично ставився до описуваного. Його головними цілями були вивчення природи людини і особистісної психології і моралізує вплив на читача. Плутарха вразило благородство характеру Спартака, в той же час він набагато нижчий оцінював Красса, вважаючи, що римський полководець силою характеру помітно поступався Спартаку. У життєписі Красса Плутарх присвятив Спартаку набагато більше уваги, можливо, для того, аби показати, яким незначним був Красс.
Аппіан був греком з  Олександрії, який написав у  II столітті н. е. працю «Римська історія» в 24 томах. Тома XIII—XVII називаються «Громадянські війни». У цих томах описуються події в Римі з 133 по 35 рік до н. е. Це єдиний історичний пам'ятник, де дається послідовне опис подій II—I ст. до н. е. Ці книги збереглися повністю і проливають світло на деякі драматичні деталі повстання.
Античні і візантійські історики ставилися до повстання в цілому негативно. Рабство в той час вважалося нормою, а повстання рабів — порушенням громадського порядку. Ситуація почала змінюватися лише в другій половині XVIII століття. У 1769 році Вольтер одним з перших послався на це повстання в контексті обґрунтування права людей на збройний опір гнобителям. Він назвав повстання Спартака «справедливою війною, дійсно єдиною справедливою війною в історії».
Під час  Великої французької революції Спартак придбав образ неприборканого героїчного борця за свободу. Тоді ж з'являються перші наукові дослідження про Спартака.

## Передумови
Італія до початку І ст. до н. е. була просто переповнена рабами, серед яких переважали германці, галли, іллірійці, фракійці та представники інших крайових племен. Збільшується кількість великих латифундій, водночас різко зросла чисельність рабів на них та зменшилися дрібні наділи простих громадян республіки. При цьому серед італіків були пам'ятні репресії часів Луція Корнелія Сулли, особливо серед самнітів, луканів та бруттіїв.
І без того важка ситуація в Італії погіршувалася тривалою боротьбою з Квінтом Серторієм на Піренейському півострові та війною з Мітридатом VI Евпатором, царем Понту. Ці тривалі війни значно послабили Римську республіку.
У таких обставинах дії купки гладіаторів спричинили вибух серед рабів та збіднілого сільського населення.

## Сили сторін

### Армія рабів
У воїнів Спартака було різне етнічне й культурне походження. Через це дух його війська був непостійним, а сама армія ненадійною, проте вона змогла протистояти римським легіонам.
Імовірно, у такій багатонаціональній армії було ускладнено взаєморозуміння між воїнами. Але можливо, що самі раби, а також їхні господарі, повинні були встановити якісь форми взаємодії для ефективної роботи. В армії Спартака як lingua franca, ймовірно, виступала спрощена форма латинської мови.
Спочатку у війську Спартака більшість становили галли, германці й фракійці. Уже під час повстання до нього приєднувалися сільськогосподарські раби й раби-пастухи. Пастухи були відносно вільними, щоб слідувати за стадами, і озброєними, щоб захищати стада від хижаків. У 130-х роках до н. е. римські землевласники свідомо дозволили рабам-пастухам практикувати бандитизм як форму наживи й самостійного поліпшення свого становища. Ці групи пастухів, що вільно бродили по Італії, приєдналися до армії Спартака. У Спартака не було професійної кінноти, але він створював кінні загони.
Спочатку зброєю рабів були серпи, вила, граблі, ціпи, сокири та інші сільськогосподарські знаряддя, а також палиці й загострені кілки. Деякі раби вміли плести кошики та могли робити плетені щити. Пізніше в ході боїв раби добули справжню зброю.
Роль жінок в армії рабів до кінця не зрозуміла. Аппіан назвав кількість бунтівників у 70 тисяч осіб, ймовірно, включаючи жінок. Ще до повстання багато рабів-чоловіків, найімовірніше, мали дружин, які послідували за чоловіками під час повстання. Плутарх згадує про дружину Спартака, теж фракійку, яка була провісницею і прихильницею культу Діоніса, але про неї є згадка тільки в Плутарха. Також Плутарх і Саллюстій згадують жінок-рабинь, які зустрілися римлянам перед битвою з військом Каста і Ганніка. Ймовірно, ці жінки були дружинами заколотників.

### Римська армія
Римський полководець Гай Марій провів реформи, які заклали основу для професійної постійної армії епохи принципату. Спочатку ті громадяни Риму, які не могли пред'явити цензорам мінімальний ценз, тобто були бідними і не могли самостійно забезпечити себе зброєю, не могли вступити в армію. Марій надав їм можливість вступити добровольцем у римську армію, до чого античні автори поставилися несхвально. На їхню думку, хоча випадки, коли сенат давав біднякам право вступити в армію, вже були в часи важких для Риму воєн, Марій привів жадібну солдатню без роду й племені. Майновий ценз для служби був значно зменшений. Для того щоб вступити на службу, стало потрібно мати лише римське громадянство і бути готовим піти на службу.
Зі зниженням майнового цензу держава забезпечувала легіонерів своїм коштом. Відповідно, відмінності в спорядженні втрачали глузд, кожен легіонер тепер був забезпечений бронзовим шоломом, латами, щитом, двома дротиками (легким і важким), мечем і кинджалом. Легіонер був надзвичайно перевантажений різним провіантом, не рахуючи важких обладунків. У результаті однієї з реформ Марія обсяг речового обозу дещо зменшили.
У 104 році до н. е. Марій наказав вжити срібного орла як стандарт всіх римських легіонів. Його ніс у битві старший прапороносець, у разі його загибелі — центуріон. Втрата штандарта накликала ганьбу на воїнів, котрі вижили, і могла бути причиною розформування легіону.
Зовнішньополітичне становище Риму до початку повстання Спартака було складним, що заважало римлянам зібрати всі сили для боротьби зі Спартаком. Більшість римських армій перебувала за межами Італії. Прихильники Марія під проводом Квінта Серторія влаштувалися в Іспанії та вели війну проти Риму, проти серторіанців відправили армію під командуванням Гнея Помпея. У 74 році до н. е. почалася війна Риму з понтійським царем Мітрідатом VI Євпатором, чия 150-тисячна армія опанувала Віфінії. Його правитель Нікомед Філопатр заповідав своє царство Римській республіці, а його сусід виступив на боці байстрюка сина царя. Рим направив на Схід війська під командуванням консула Луція Ліцинія Лукулла, але перші військові дії ознаменувалися низкою невдач римлян.

## Початок війни

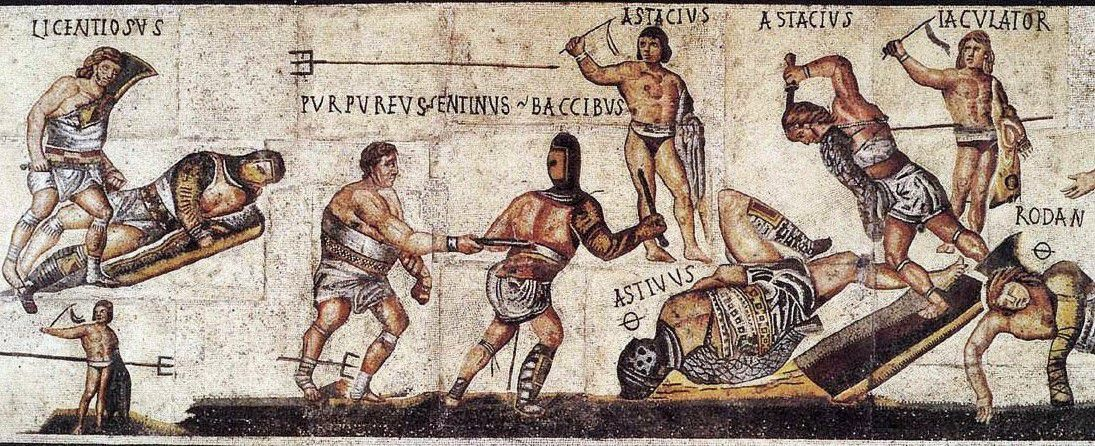
Мозаїка із зображенням гладіторів у галереї Боргезе

У Капуї в гладіаторській школі Лентула Батіата виникла змова 200 гладіаторів на чолі із фракійцем Спартаком, Еномаєм та галлом Кріксом. Стосовно етнічної приналежності Еномая немає відомостей, хоча це грецьке ім'я. Змову було розкрито й лише 70 осіб вирвалися з Капуї. По дорозі захопили зброю, яку везли до гладіаторської школи та укріпилися на Везувії. Гладіатори здійснювали набіги на сусідні латифундії та маєтки, збільшуючи своє військо переважно за рахунок рабів.
Для боротьби з ними був висланий із Риму претор Клавдій Глабр при загоні у 3 тис. легіонерів. Останній взяв їх в облогу на горі, піднятися на яку можна було тільки по одній вузькій і надзвичайно крутій стежці. Єдиний цей шлях Клавдій наказав охороняти. Гладіатори сплели з виноградної лози драбини, по яких спустились донизу, після чого обійшли римлян з тилу, завдавши їм поразки. У цій битві загинув Еномай. Довідавшись про перемогу рабів, до них приєдналися волопаси та вівчарі. Обійшовши міста Косенцію і Метапонт, нападаючи на великі вілли й звільняючи рабів, армія рабів збільшилася до 10 тис. осіб.
Восени 73 року до н. е. проти рабів був спрямований претор Публій Варіній. Спартак та Крікс розбили спочатку його помічника, Луція Фурія на чолі 3 тис. легіонерів, потім Коссінія, якого ледь не захоплено в полон, коли він купався поблизу м. Салін.
Спартак усіма силами прагнув підтримувати у своєму таборі військову дисципліну, що не завжди вдавалося. У цій армії були загони важкоозброєних і легкоозброєних вояків, із захоплених табунів повсталі сформували кінноту. У таборі повсталих виставлялися пости, караули, виконувалися інші обов'язки, прийняті в розпорядку римської армії.
З Публієм Варінієм очільники повсталих вели позиційну боротьбу. Зрештою раби відійшли до Ебуронських гір, вийшовши до Луканії, де згодом захопили місто Аппієвий форум. Раби пограбували це місто. Після цього були спустошені міста Нола, Нуцерія, Метапонт, Фурії. Неподалік Метапонта раби завдали поразку військам Публія Варінія, захопивши його преторські значки. Досягши цих успіхів, Спартак та Крікс вирішили знайти допомогу поза межами Італії. Для цього відправили посольство до понтійського царя Мітридата Евпатора з пропозицією укласти союзницьку угоду. Утім, або не отримали відповіді зовсім, або відповідь була негативною.
Тому Спартак вирішив залишити Італію, розуміючи неможливість протидіяти всій римській армії. Це викликало конфлікт з Кріксом, який вважав можливим продовжувати боротьбу в Італії. У підсумку 70 тис. армія рабів поділилася: Спартак з 50-тисячним військом рушив до Альп, а Крікс із 20 тис. вояків вирушив до гарганських гір. Основу останніх складали цізальпійські галли та германці (нащадки полонених кімврів та тевтонів), які не бажали залишати Апенінський півострів і виходити на чужину — Спартак зрештою вирішив іти до Іспанії.

## Події 72 року до н. е
За рішенням римського сенату проти повсталих було відправлено обидвох консулів  — Гнея Корнелія Лентула Клодіана та Луція Геллія Попліколу. За однією з версій відділення Крікса спонукала звістка про наступ консульських армій, тому Крікс розраховував, що ті атакують Спартака.
Геллій Поплікола швидко рушив до гарганських гір, де знищив загін Крікса. Останній загинув у битві. Інший консул, Лентул Клодіан, перерізав шлях Спартака до Альп. Але Спартак рішуче атакував Лентула, розбивши того і змусивши утікати. Потім він продовжив переслідування ворога, а консул Лентул тим часом об'єднав залишки своєї розбитої армії з військом Геллія. Об'єднана консульська армія виступила проти армії Спартака, проте була вщент розбита. Спартак на знак вшанування Крікса влаштував гладіаторські ігри, де билися полонені римляни.
Після перемоги Спартака, авторитет останнього та його армії значно зріс. До нього почали приєднуватися раби та збіднілі селяни. Скориставшись цим, Спартак спрямував посланців до Квінта Серторія, з яким зрештою вдалося домовитися про спільну боротьбу проти римського сенату та армії. Серторій також був зацікавлений у такому союзнику (армія досягла майже 100 тис. вояків) для боротьби з Помпеєм та Метеллом Пієм.
Тому армія повсталих рушила до Альп, маючи намір їх перетнути, перейти Нарбонську Галлію та підійти до Ближньої Іспанії у тил Помпею та Метеллу. Назустріч їм виступив проконсул Гай Кассій Лонгін Вар, але того ж року він зазнав нищівної поразки під Мутіною (сучасне м. Модена). Тут Спартак довідався про загибель Серторія. Тому вирішив перетнути Італію, щоб висадитися у Сицилії. На той час армія рабів сягнула найбільшого розміру — 120 тис.
Повсталі спалили зайві обози, посилили дисципліну та вирушили в похід через Цізальпійську Галлію та Умбрію. Це викликало суттєве занепокоєння. У Піцені консули Поплікола та Лентул атакували армію Спартака, проте знову зазнали поразки. Після цього керувати римською армією сенат призначив Марка Ліцинія Красса. Останній до 2 легіонів, які отримав від консулів, найняв за власний кошт ще 4 легіони.

## Події 71 року до н.е
На кордоні Піцени повсталих чекав Красс, який відправив свого легата Муммія споглядати за Спартаком. Проте Муммій вирішив атакувати рабів, але зазнав поразки та втік. Це призвело до падіння морального духу в римській армії, посилилося дезертирство. Для покращення становища Красс відновив старовинний закон — децимацію. Згідно з ним було страчено 50 легіонерів.
У цей час 10 тис. повсталих від'єдналися від основних сил. Красс швидко атакував їх та розбив. Головні загони на чолі зі Спартаком через Луканію вийшли до моря. Тут було укладено угоду з кілікійськими піратами стосовно транспортування повсталих до Сицилії. Після цього рушив до м. Регій, на кінці Апеннінського півострова. Спартак планував переправити 2 тис. вояків до Сицилії, щоб створити плацдарм. Проте пірати обдурили рабів, які залишилися біля Регія. Скориставшись цим, Красс наказав перекопати перешийок у 55 км, що з'єднував з основною частиною Італії.
Перша спроба Спартака прорвати укріплення римлян була невдалою, втрати повсталих склали 6 тис. вояків, але зрештою армія рабів прорвалася до Луканії. Втім неможливість швидко знищити повсталих викликала невдоволення у сенаті. Було надіслано наказ до Помпея в Іспанії та Лукулла на Балканах рушити до Італії.
Після прориву з пастки від армії Спартака відокремився загін, який став біля Луканського озера. На них напав Красс, завдавши поразки. Від остаточного знищення рабів врятувало прибуття Спартака, який змусив римлян відступити. Відразу після цього великий загін на чолі із Кастом та Канніком (за іншими відомостями звався Гай Канніцій, можливо з італіків, за іншими даними — колишній військовик Гая Марія) відмовився підпорядковуватися Спартаку. Вони стали біля гори Коломація. Щоб не допустити надання Касту та Канніку допомоги з боку Спартака, Красс наказав атакувати спартаківців Луцію Квінкцію, а сам Красс напав на Каста. Зрештою Крассу вдалося знищити весь загін повсталих у 12300 осіб (згідно з Плутархом).
Спартак не бажав вступати в бій проти Красса — він довідався про висадку Помпея в Італії й сподівався, що після об'єднання римських армій між двома військовиками розпочнуться чвари. Цим ватажок повсталих сподівався скористатися. Тому армія рабів рушила до Петелійських рабів, ближче до Брундізія. Спартака переслідували римляни на чолі із Луцієм Квінкцієм та квестором Гнеєм Тремеллієм Скрофою. Раптово Спартак розвернув війська та завдав поразку переслідувачам. Це викликало нові надії у рабів, що вимагали рухатися до Луканії. В цей час в Брундізії висадився Лукулл.
В цих обставинах Спартак вимушений був вступити у бій з армією Красса. Вирішальна битва відбулася біля річки Сіларі, де армія повсталих була знищена, а Спартак загинув. Було заявлено, що його труп не знайшли. Втім насправді Спартака виявили, проте тіло було настільки скаліченим, що його змогли опізнати лише за особливими позначками. Тому оголосили про незнайдення Спартака, але в реляції сенату Красс чітко зазначив про загибель ватажка повсталих. Частина рабів після бою змогла врятуватися втечею, але Помпей розбив їх, а 6 тис. полонених були розп'яті уздовж Аппієвої дороги від Капуї до Риму.

## Завершення повстання

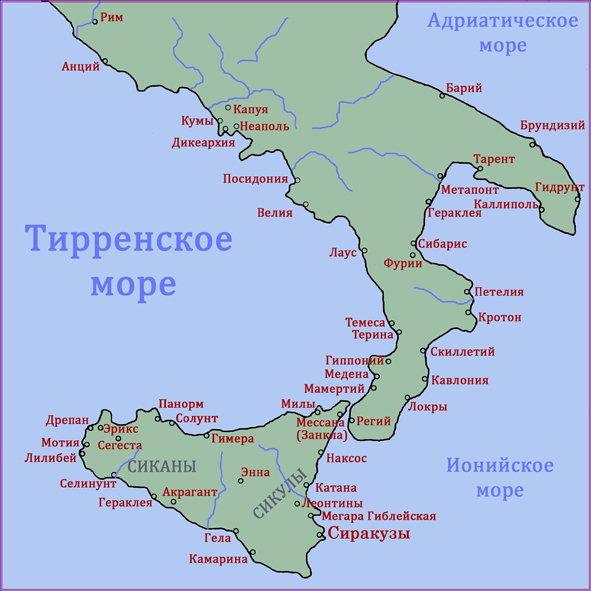
Сицилія і Південна Італія (підписи на мапі російською мовою)

У цей же час легіони Помпея повертаються в Італію після придушення повстання  Квінта Серторія в  Іспанії. Серед джерел немає згоди в тому, чи попросив Красс підкріплення або римський Сенат просто скористався поверненням Помпея в Італію, але Помпею було наказано не повертатися до Риму, а відразу йти на південь на допомогу Крассу. Сенат послав також підкріплення під командуванням Лукулла, помилково названого Аппіаном  Луциєм Ліциниєм Лукулом, командувачем силами, які брали участь в третій Митридатовій війні
Красс, побоюючись, що слава переможця дістанеться полководцям, що повернулися і бажаючи покінчити з заколотом до їх прибуття, рушив за Спартаком після його прориву укріплень. Спартак прямував до Брундізія, можливо, маючи намір переправитися на Балканський півострів. Спартак зустрівся з передовими частинами Лукулла у Брундізія, які перегородили йому шлях. Однак спроба захопити порт так і не була зроблена.
Мабуть, Спартак зрозумів, що наявними у нього силами Брундізій не взяти . Аппіан писав, що прибуття Лукулла завадило йому захопити Брундізій. Коли Спартак відмовився від ідеї захопити Брундізій, від нього відокремився загін під командуванням Гая Канніція (Ганніка) і Каста, що став табором у Луканських озер. Красс напав на цей загін. У кровопролитній битві повсталі були розбиті. На полі битви полягло 12 300 повсталих. Довершити розгром цього загону завадило Крассу прибуття Спартака. Тільки двоє в цій битві були вражені в спини, а решта загинули як герої.
Спартак потім відступив до Петелійських гір (сучасний Стронголі). Його наздоганяли римські легіони. Переслідування Спартака Красс доручив легату Гнею Квінту і квестору Елію Скрофі. На березі річки Казуент Спартак припинив відступ і раптово атакував римлян, в результаті квестор Елій Скрофа був поранений в обличчя і в ногу і ледве врятований римською кіннотою. Через постійні зіткнення ресурси повстанської армії були майже вичерпані. У ситуації, що склалася, вождь повсталих рабів вважав, що, перебуваючи в невигідних умовах, треба уникати бою, але його військо вимагало йти на Красса. Спартаку довелося підкоритися — для вирішального бою з римськими військами були зібрані всі сили. Спартак став табором біля витоків річки Сілар (нині Селі) . Раби розуміли, що це їх останній бій, тому бій був запеклим. Але, попри всі зусилля вождя рабів, в цій останній битві його армія була остаточно і повністю розгромлена, причому переважна більшість було вбито на полі бою. Подальша доля Спартака невідома.
Римські історики віддають данину його особистій мужності в останній битві. Аппіан повідомляє, що Спартак «був поранений у стегно дротиком: опустившись на коліно і виставивши вперед щит, він відбивався від нападників, поки не впав разом з іншими, що оточували його». Плутарх пише: « … перед початком бою йому підвели коня, але він вихопив меч і вбив його, кажучи, що в разі перемоги отримає багато хороших коней від ворогів, а в разі поразки не потребуватиме і свого. З цими словами він кинувся на самого Красса; ні ворожа зброя, ні рани не могли його зупинити, і все ж до Красса він не пробився і лише вбив двох сотників, що зіткнулися з ним. Нарешті, покинутий своїми соратниками, які втікали з поля битви, оточений ворогами, він упав під їх ударами, не відступаючи ні на крок і борючись до кінця».

## Підсумки
Повстання рабів було придушене. Більше 6000 полонених, зі слів Аппіана («Громадянські війни»), були розіп'яті вздовж дороги від Капуї до Риму.
Розгром повсталих довершив Помпей, котрий повністю винищив п'ятитисячний загін рабів, що відійшов на північ після битви при Сіларусі. Звеличуючи свої заслуги, він писав сенату: «У відкритому бою рабів-утікачів переміг Красс, я ж знищив самий корінь війни». Ці слова ще більше стимулювали давнє суперництво Помпея і Красса. Ще до початку повстання Красс заздрив Помпею, який зумів досягнути значних військових успіхів.
У сенаті довго обговорювали, хто вніс найбільший внесок у перемогу над Спартаком. Зрештою почесті дісталися Крассу, але він отримав лише вінок з мирта, а не лавровий. Тепер запанувала думка, що війна велася з негідним супротивником, тому й нагорода менш почесна. Крассу був призначений малий тріумф, або «овація» з нагородженням миртовим вінком. Обидва супротивника, Помпей і Красс, були обрані консулами на 70 рік до н. е.
Після загибелі Спартака ще довго в Південній Італії залишалися розрізнені групи рабів. У 63 році до н. е. проти однієї з таких груп була організована каральна експедиція Квінта Метелла Критського. Утім, він не здобув над рабами великої перемоги, адже наступного року заколотники захопили місто Турії (Фурії) і тривалий час утримували його під контролем. Водночас прихильники Луція Сергія Катіліни стали залучати на свій бік рабів. Цицерон згадував повстання Спартака, називаючи ватажка повсталих «цим гладіатором», і говорив, що «в школі гладіаторів не знайдеться жодної людини зі злочинними намірами, який не оголосив би себе близьким другом Катіліни». У 62 році до н. е. Катиліна загинув, а повсталих у Туріях розгромив загін пропретора Гая Октавія, батька Октавіана Августа.

### Наукові публікації
- Bradley, Keith. Slavery and Rebellion in the Roman World. Bloomington: Indiana University Press, 1989. ISBN 0-7134-6561-1.
- Broughton, T. Robert S. Magistrates of the Roman Republic, vol. 2. Cleveland: Case Western University Press, 1968.
- Davis, William Stearns ed., Readings in Ancient History: Illustrative Extracts from the Sources, 2 Vols, Vol. II: Rome and the West. Boston: Allyn and Bacon, 1912–13.
- Matyszak, Philip, The enemies of Rome, Thames & Hudson, 2004. ISBN 0-500-25124-X.
- Mommsen, Theodor, The History of Rome, Books I—V, project Gutenburg electronic edition, 2004. ISBN 0-415-14953-3.
- Shaw, Brent. Spartacus and the Slave Wars: a brief history with documents. 2001.
- Smith, William, D.C.L., LL.D., A Dictionary of Greek and Roman Antiquities, John Murray, London, 1875.
- Strachan-Davidson, J. L. (ed.), Appian, Civil Wars: Book I, Oxford University Press, 1902 (repr. 1969).
- Strauss, Barry. The Spartacus War Simon & Schuster, 2009. ISBN 1-4165-3205-6.